# Blood on Ice
Blood on Ice è il nono album in studio del gruppo musicale black metal svedese Bathory, pubblicato nel 1996 dalla Black Mark.

## Il disco
La maggior parte delle tracce furono registrate nel 1989, ma l'album non fu pubblicato immediatamente, perché Quorthon lo definiva sempre incompleto e perché aveva paura di presentare un album con un così drastico cambiamento di stile dal black metal. Fu quindi pubblicato, dopo una rimasterizzazione e una revisione con attrezzature studio più avanzate, nel 1996, spinti dai numerosi fan, dopo che avevano annunciato questo progetto in una intervista.

## Tracce
1. Intro – 1:45
2. Blood on Ice – 5:41
3. Man of Iron – 2:48
4. One Eyed Old Man – 4:21
5. The Sword – 4:08
6. The Stallion – 5:13
7. The Woodwoman – 6:18
8. The Lake – 6:42
9. Gods of Thunder, of Wind and of Rain – 5:42
10. The Ravens – 1:09
11. The Revenge of the Blood on Ice – 9:53

## Formazione
- Quorthon - chitarra e voce
- Kothaar - basso
- Vvornth - percussioni e batteria
- Kristian Wåhlin - copertina